# 정탁 (정간공)
정탁(鄭琢, 1526년 11월 12일(음력 10월 8일)~ 1605년 10월 30일(음력 9월 19일))은 조선 좌의정 직책을 지낸 조선 중기의 문신이다. 자는 자정(子精). 호는 약포(藥圃)·백곡(佰谷), 시호는 정간(貞簡)이다. 본관은 청주이다.

## 이력
- 1581년 대사헌,이조참판,진하사(進賀使)
- 1585년 이조판서
- 1587년 예조판서
- 1589년 병조판서,좌참찬
- 1589년 우찬성,사은사(謝恩使)
- 1592년 좌찬성,영위사(迎慰使)
- 1594년 우의정
- 1597년 옥중의 이순신(李舜臣)을 극력 신구(伸救)해 죽음을 면케 함.[2]
- 1599년 좌의정,중추부판사(中樞府判事)
- 1603년(선조36) 중추부영사(中樞府領事),호종공신(扈從功臣)3등,서원부원군(西原府院君),봉조하(奉朝賀)
- 1613년 사후 위성 공신(衛聖功臣) 1등에 녹훈되었고, 영의정(領議政)에 추증되었다

## 저서
- 《약포집》(藥圃集)

## 가계[3]
- 고조할아버지 : 정보문(鄭普文)
  - 증조할아버지 : 정원로(鄭元老)
    - 할아버지 : 정교(鄭僑)
      - 아버지 : 정이충(鄭以忠: 1502년 6월 9일(음력 5월 5일)~1546년 5월 10일(음력 4월 11일)[4])
      - 어머니 : 평산 한씨 한종걸(韓終傑)의 딸[5]
        - 아내 : 거제 반씨(巨濟潘氏) 반충(潘冲)의 장녀[6]
          - 장남 : 정윤저(鄭允著)
          - 차남 : 정윤위(鄭允偉)
          - 삼남 : 정윤목(鄭允穆)
          - 장녀 : 이추에게 출가

## 관련 작품
- 《왕의 여자》 (SBS, 2003년~2004년, 배우:유종근)
- 《불멸의 이순신》 (KBS1, 2004년~2005년, 배우:임혁주)
- 《징비록》 (KBS1, 2015년, 배우:이대로)

## 전기 자료
- 신익성, 《낙전당집》 권11, 충근정량호성 공신 대광보국숭록대부 의정부좌의정 겸 영경연사 감춘추관사 세자부 서원부원군 증시 정간공 정공 묘표
- 이민구, 《동주집·문집》 권6, 의정부 좌의정 서원부원군 정공 시장
- 조현명, 《귀록집》 권16, 약포 정 공 신도비명
- 정온, 《동계집》 권4, 정간공 서원부원군 정 공 묘지명
- 황섬, 《식암집》 권4, 충근정량호성공신 대광보국숭록대부 영중추부사치사 서원부원군 정공행장
- 황여일, 《해월집》 권13, 유명조선국충근정량호성공신 대광보국숭록대부 영중추부사 서원부원군 약포 정 선생 행장
- 정윤목, 《청풍자집》 권4, 선고충근정량호성공신대광보국숭록대부의정부좌의정영중추부사치사서원부원군부군행적

## 같이 보기
- 이황(李滉)
- 조식(趙植)
- 이순신(李舜臣)
- 윤근수(尹根壽)
- 이항복(李恒福)
- 선조